# 党史
党史（とうし）とは、社会主義国家における学校教育の教科である。
日本の戦前の修身と同様に、筆頭教科である場合が多く、この教科の成績評価が悪ければ、体制に従順でないと見做されるか、他の教科の成績がよくても、学習全体が不振であると見做されることになる。
学習内容は、カール・マルクスやウラジーミル・レーニン、あるいは自国の革命指導者の文献学習であるが、捏造や隠蔽は当然と考えるべきであろう。
また、資本主義国家のマルクス・レーニン主義党でも、党員に党史の学習を義務付ける。この場合、党の路線の正しさを教える場合が多い。